# Трофей Севильи
Трофей Севильи (исп. Trofeo Ciudad de Sevilla) — шоссейная однодневная велогонка, проходившая по территории Испании с 2004 по 2008 год.

## История
Гонка была создана в 2004 году. С момента своего создания проходила на национальном уровне в рамках календаря женского Кубок Испании.
В 2008 году вошла в Женский мировой шоссейный календарь UCI на основании которого проводилось распределение квот для женкой шоссейной гонки на предстоящих Олимпийских играх 2008 года в Пекине. Испанские гонщицы, показав хорошие результаты на гонке, смогли обеспечить себе три места в женской групповой гонке на Олимпийских играх.
В следующем, 2009 году была отменена и больше не проводилась.
Маршрут гонки проходил в провинции Севилья автономного сообщество Андалусия. Старт и финиш располагался в одном из административных районов Севильи — Триане, а дистанция представляла круговой маршрут. Сначала следовало два больших круга через Гильену, Алькала-дель-Рио, Ла-Альгабу и Севилью, а затем один малый круг внутри Севильи. Протяжённость дистанции составляла от 95 до 115 км.
Организатором сначала выступал Club Ciclista Gómez del Moral, а затем в сотрудничестве с ODC Deporinter.

## Призёры
| Год  | Победитель            | Второй            | Третий                |
| ---- | --------------------- | ----------------- | --------------------- |
| 2004 | Майтане Теллечеа      | Фатима Бласкес    | Гита Белтман          |
| 2005 | Энерис Итурриага      | Алиса Палоп       | Азусена Санчес Бенито |
| 2006 | Анна Санчис           | Арантзазу Аспироз | Белен Лопес           |
| 2007 | Александра Давидович  | Малгожата Ясинска | Алиса Палоп           |
| 2008 | Сильвия Тирадо Маркес | Марта Вилахосана  | Дорте Лозе            |